# مرگ

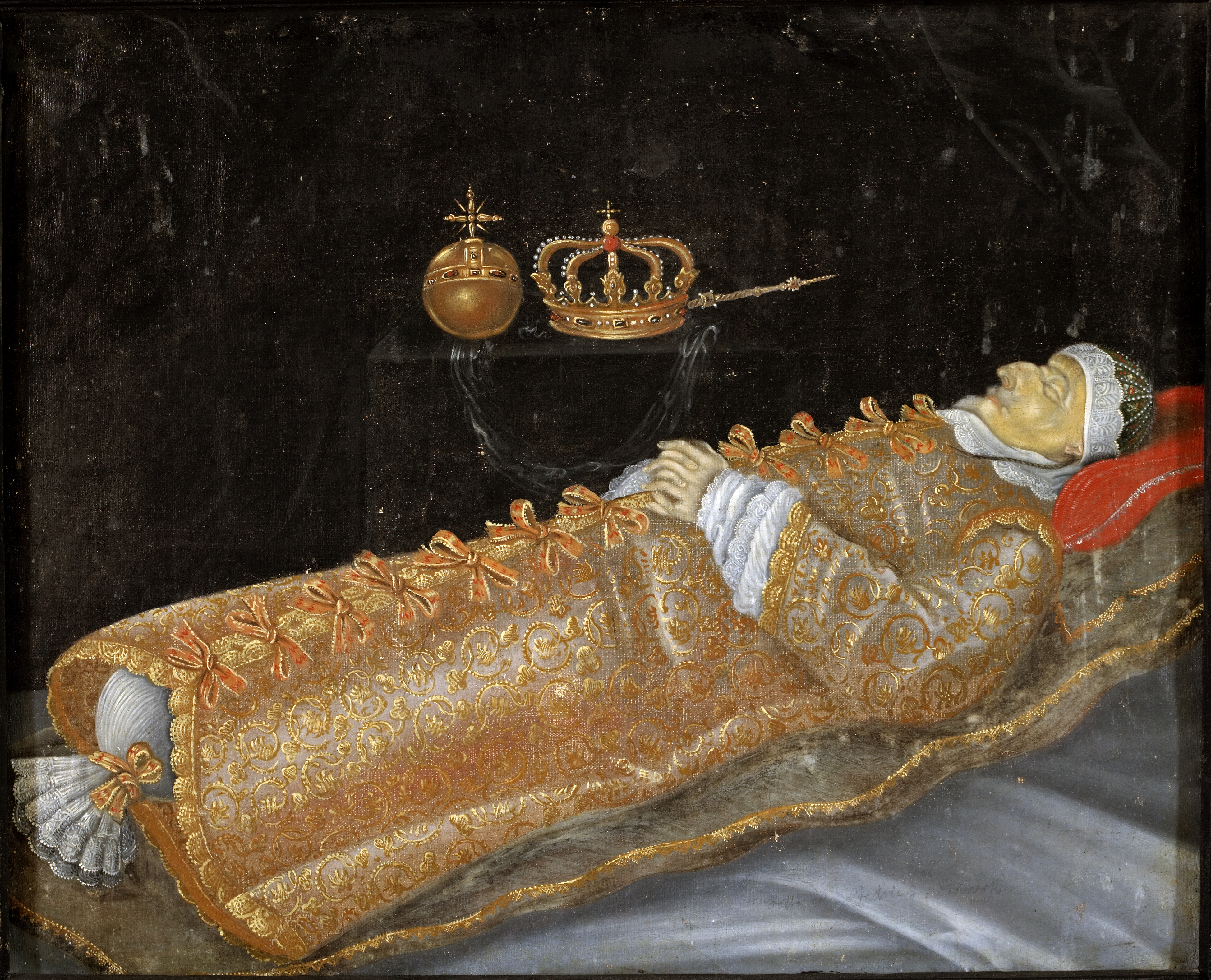
نقاشی از کریستیان ششم، پادشاه دانمارک پس از مرگ

مَرگ، دَرگُذَشت، وَفات یا فوت در زیست‌شناسی پایان چرخهٔ زندگی زیستی موجودات زنده و در پزشکی به معنای توقف برگشت‌ناپذیر علائم حیاتی است. مرگ در متن‌های دیگر رشته‌ها، ممکن است به نابودی کامل یک روند، یک وسیله یا یک پدیده اشاره کند.
عوامل و شرایط گوناگونی می‌توانند به مرگ جانداران بینجامند از جمله بیماری، تخریب زیستگاه، پیری، سوء تغذیه و استرس و تصادفات. در کشورهای پیشرفته، عامل اصلی مرگ انسان‌ها، بیماری‌های مرتبط با افزایش وزن، پیری، خودکشی و بیماری‌های مربوط به کهولت سن است.
سنت‌ها و اعتقادات در رابطه با مرگ، یکی از مهم‌ترین قسمت‌های فرهنگ انسان‌ها محسوب می‌شود. با توجه به پیشرفت‌های روزافزون علمِ پزشکی، توضیح پدیدهٔ مرگ، جزئیات لحظهٔ مرگ و همچنین درک واقعی، پیچیدگی‌های بیشتری پیدا کرده است. بسیاری از مردم اعتقاد به دنیای پس از مرگ دارند و باور دارند زندگی ادامه خواهد داشت. و گروهی دیگر از مردم به این باورند که پس از مرگ دوباره به این جهان بازمی‌گردند تا به عنوان شخصی دیگر زندگی کنند.
و گروه دیگری مرگ را پایان همه چیز می‌دانند
و گروهی دیگر مرگ را به بیدار شدن از خواب نسبت داده‌اند که در کتاب مسلمانان نیز این مطلب بیان شده است. جسم بی جان شده را متوفی می‌نامند و به اصطلاح وفات یافته است. گرما و حرارت از دست رفته بدن باعث سرد و خنک شدن بدن می‌شود و منجر به مرگ انسان می‌شود که می‌گویند آن انسان فوت کرده است.

## از دیدگاه علم

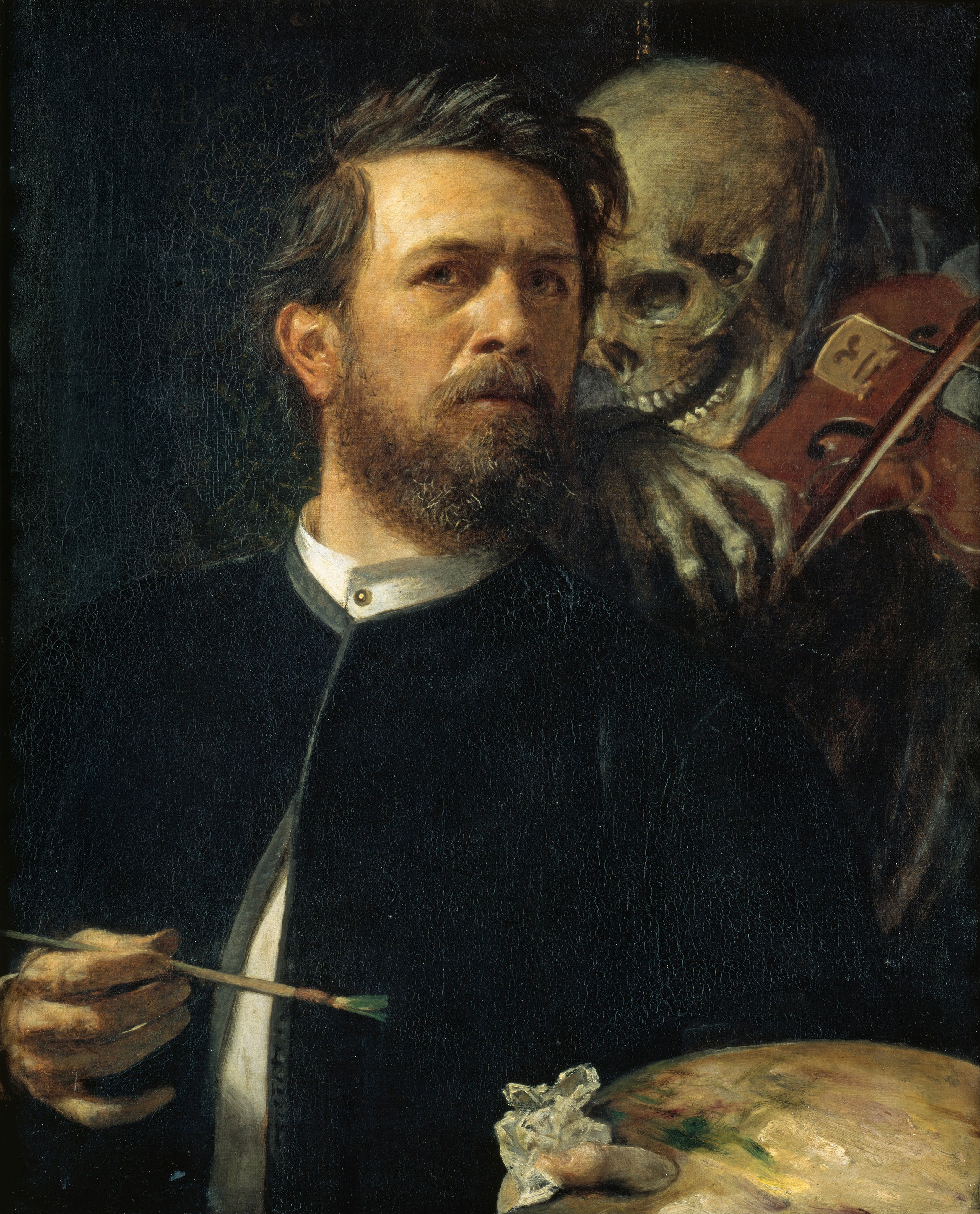
خودنگارهٔ تجسم مرگ اثر آرنولد بوکلین

پس از توقّف علائم حیاتی و قلب، هوشیاری تمام حواس به کلّی از دست می‌رود و موجود زنده (انسان و جانوران) پس از مرگ هیچ چیزی را احساس نمی‌کند و نمی‌شنود و نمی‌بیند و حس نمی‌کند زیرا این امور متعلّق به بدن او و اعصاب و تجزیه و تحلیل آن توسط مغز است که از بین رفته است. پس از مرگ در مغز در حدود یک دقیقه پس از قطع شدن ورود اکسیژن به آن، واکنش‌های شیمیایی‌ای در مغز انجام شده که باعث از بین رفتن سلول‌های مغزی (نورون‌ها) می‌شود. سپس جسد به حالت تونوس و خشک‌شدگی ماهیچه‌ها در می‌آید و اصطلاحاً [جمود نعشی] می‌شود و عوامل میکرو ارگانیسمی مانند: باکتری بی‌هوازی از بیرون بدن و درون آن شروع به فعالیت کرده و بافت‌های بدن را تجزیه کرده و پس از گذشت چیزی حدود شصت روز بافت نرم بدن از بین رفته و فقط اسکلت (استخوان) و دندان و مو و ناخن به دلیل داشتن پروتئین کراتین تجزیهٔ بسیار کندتری نسبت به بافت نرم خواهند داشت.

## گونه‌های مرگ

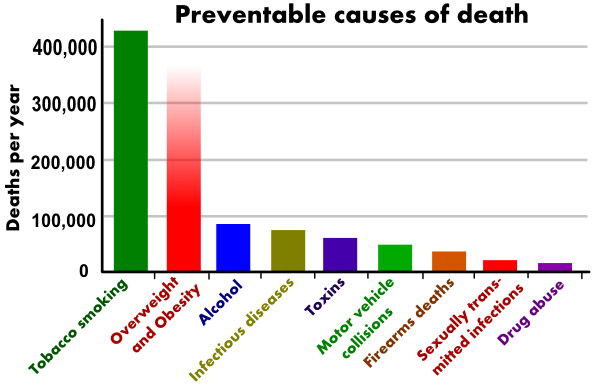
بیشترین دلایل قابل پیشگیری مرگ در انسان

مرگ از دیدگاه پزشکی قانونی یا Forensic Medicine عبارت است از: ختم حتمی و طبیعی زندگی که بعد از تغییرات زنجیری که در روند حیات پدیدار می‌شود به صورت تدریجی به وقوع می‌پیوندد. همچنین مرگ از نظر پزشکی قانونی به دو دسته تقسیم می‌باشند
الف) مرگ از نظر نوع مشتمل است بر: مرگ جبری (در اثر عوامل خارجی ایجاد می‌شود)
مرگ غیر جبری (عبارت است از مرگی که بر اثر کهولت سنّ (فیزیولوژیک) یا بر اثر بیماری (پتالوژیک) به وقوع می‌پیوندد.
ب) مرگ از نظر جنس مشتمل است بر قتل، خودکشی، مرگ تصادفی (نوعی مرگ جبری است که در وضعیتی خاص رخ می‌دهد).
- مرگ طبیعی (مرگ یاخته، پیری، بیماری)
- مرگ غیرطبیعی (تصادفات، خودکشی، قتل، اعدام، اتانازی، قربانی کردن)

## دیدگاه ادیان

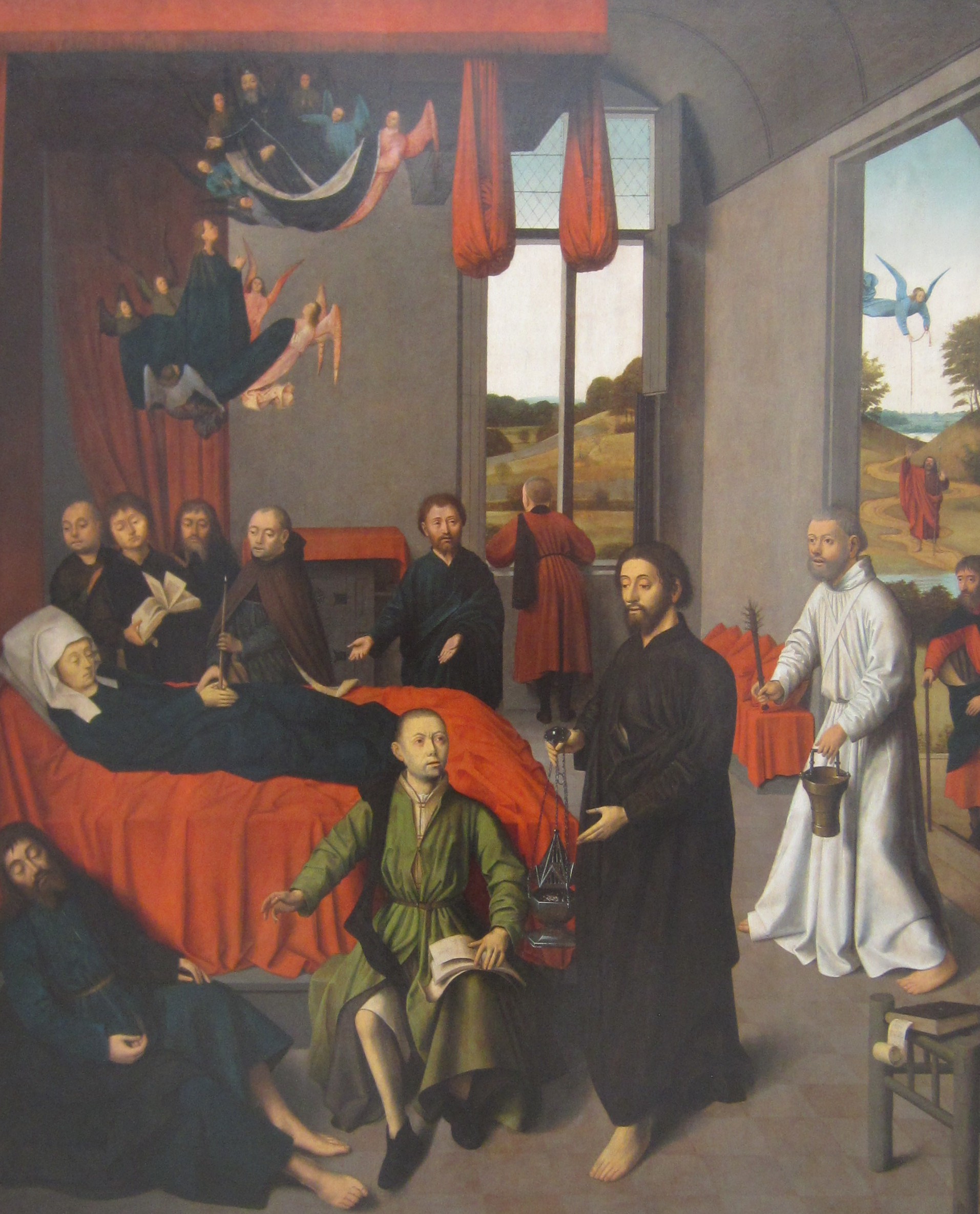
مرگ باکره یک اثر هنری از پتروس کریستوس

در ادیان ابراهیمی مرگ جدا شدن روح از بدن دانسته می‌شود که از طرف خداوند به واسطهٔ فرشتهٔ مرگ صورت می‌گیرد. بنابه این آموزه روح افراد در عالَم برزخ وارد شده و در آنجا زندگی دارند. برزخ در زبان عربی فاصله‌ای است که بین دو چیز حایل شده باشد و در اصطلاح شرع، عالَمی را گویند که بین دنیای مادی و فرا مادی قرار دارد و انسان پس از مرگ تا روز قیامت در آن خواهد ماند.
پس از مرگ روح انسان هوشیار بوده و بر تمام حوادث درک دارد.

### عمومیت و حتمیت مرگ
مرگ سنّتی همگانی است و بنا بر دیدگاه خداباوران، خداوند بقا و جاودانگی حیات دنیوی را برای هیچ‌کس قرار نداده است و همگی طعم مرگ را خواهند چشید.
در قرآن اینچنین آمده است که:
هر نَفْسی چشنده مرگ است، آنگاه به سوی ما بازگردانیده خواهید شد.
دون خوان ماتوس (don Juan Matus): مرگ هرگز توقف نمی‌کند. فقط گاهی چراغ‌هایش را خاموش می‌کند.
مولوی چنین می‌سراید:
| چرا ز قافله یک کس نمی‌شود بیدار؟ |  | که رخت عُمر ز کی باز می‌برد طرار |
| چرا ز خواب و ز طرار می نیازاری؟ |  | چرا ازو که خبر می‌کند کنی آزار؟ |

## نگارخانه

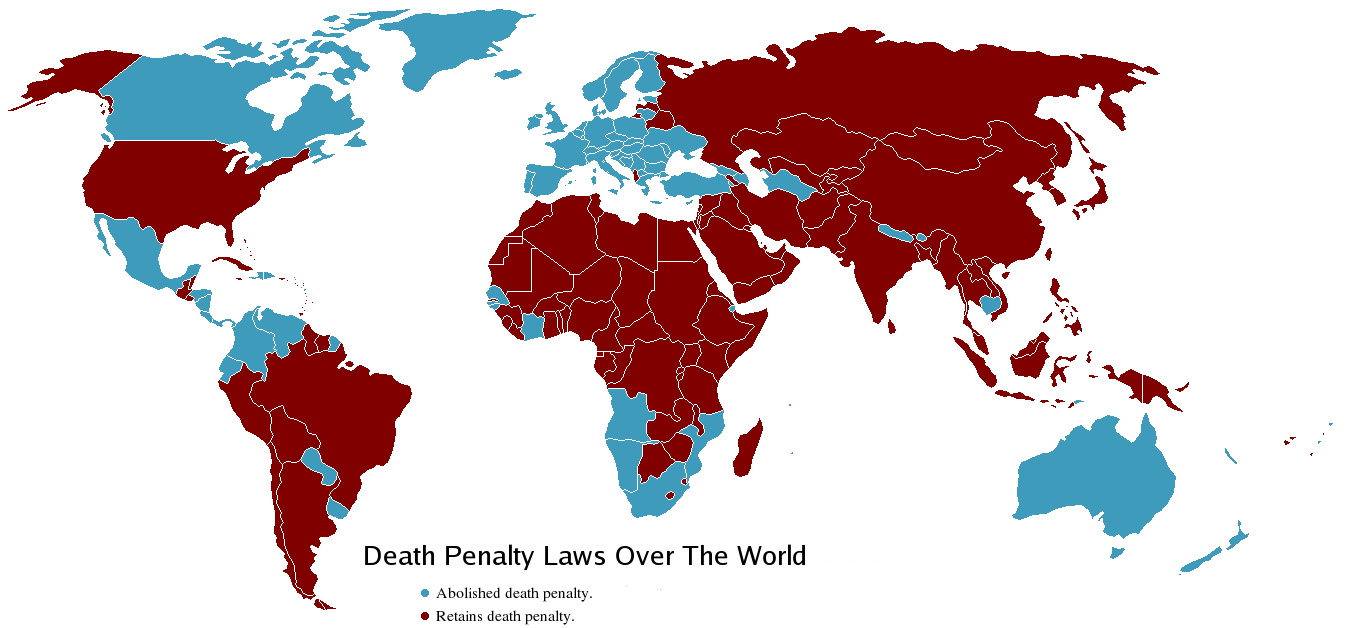
نقشه مجازات مرگ در جهان مجازات مرگ قانونی است.  مجازات مرگ غیرقانونی است.
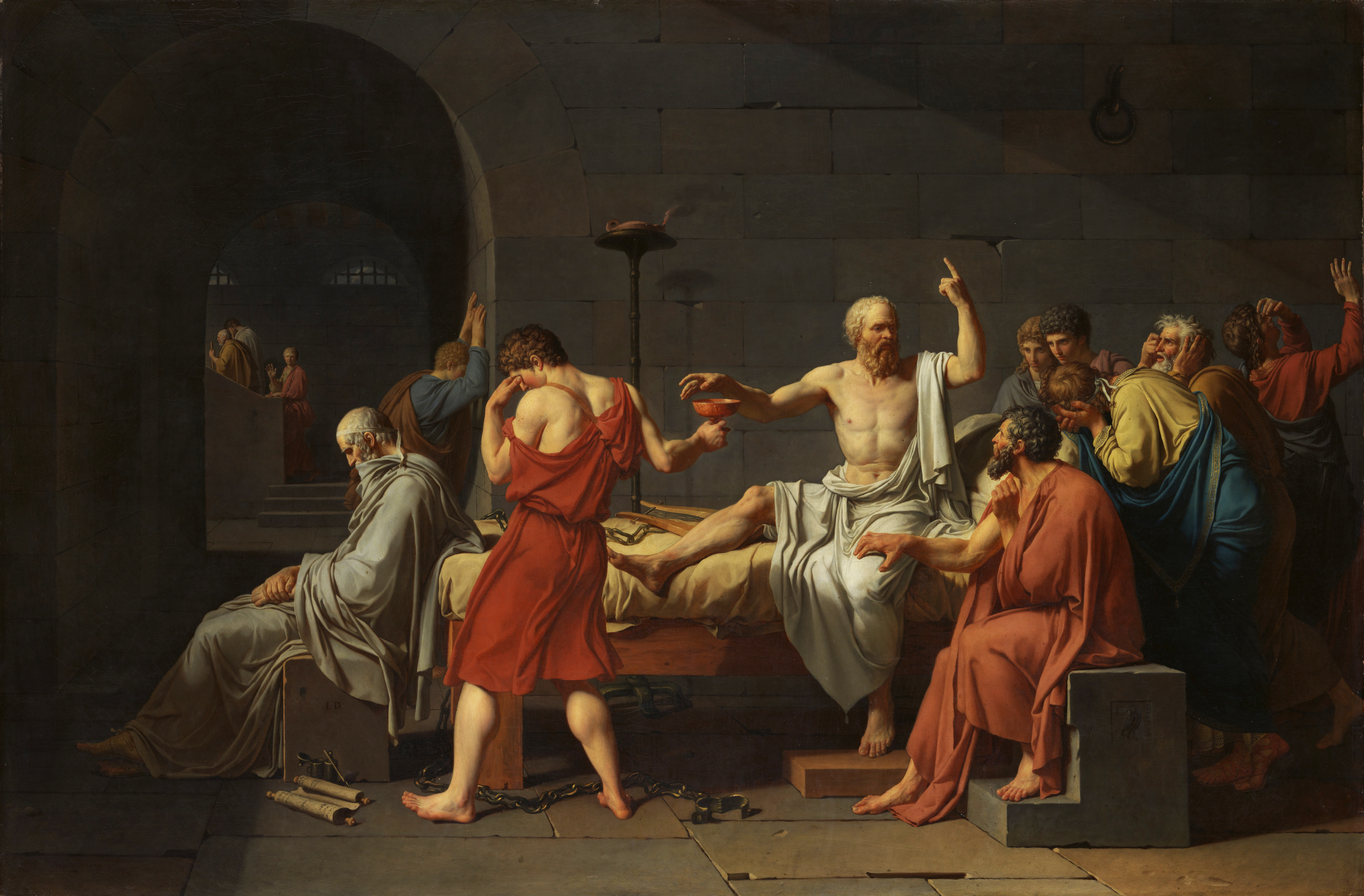
مرگ سقراط اثری از ژاک لوئی داوید
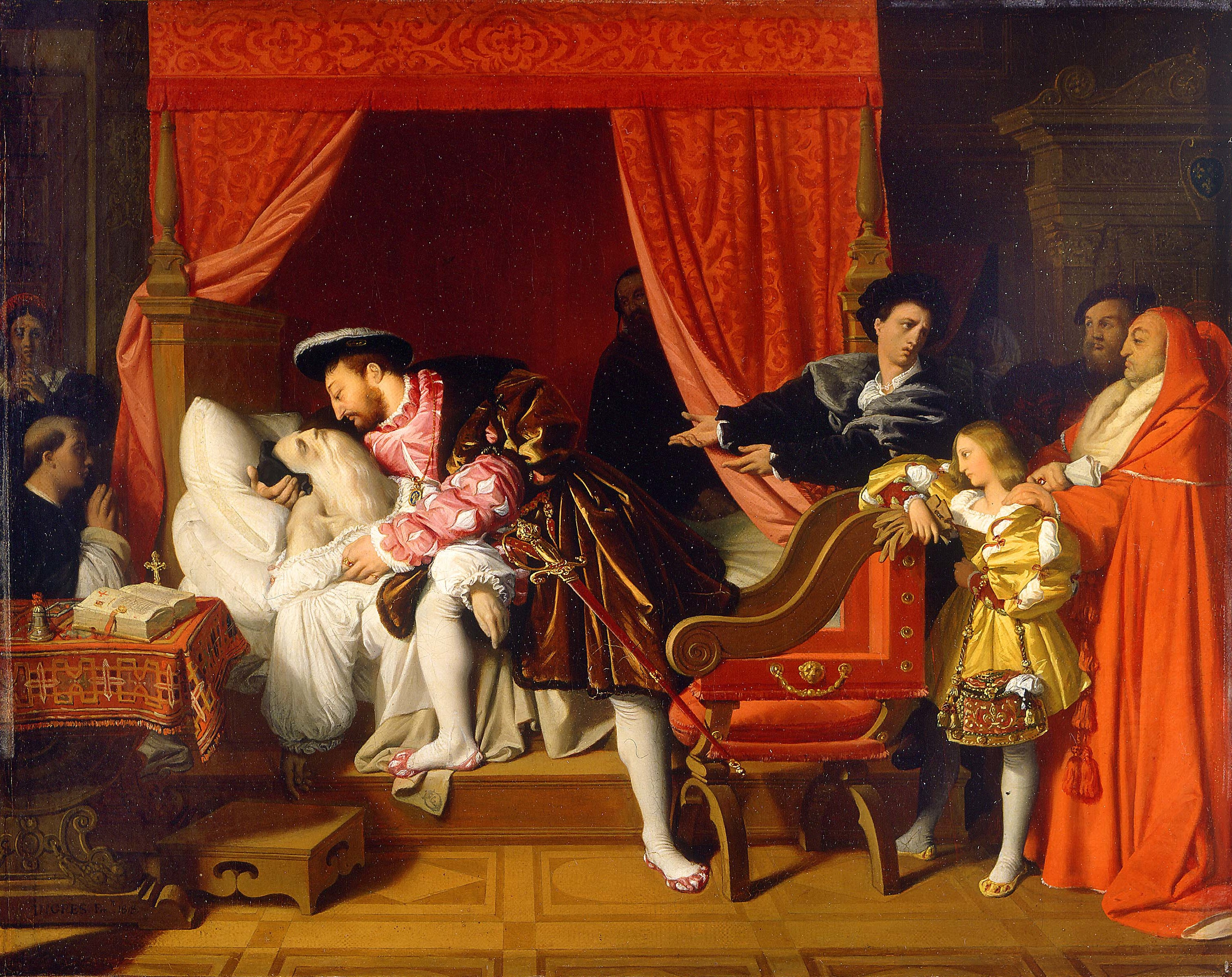
مرگ لئوناردو دا وینچی اثر ژان اگوست دومینیک انگر
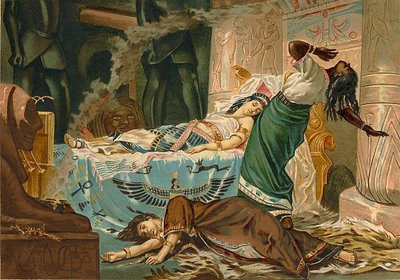
مرگ کلئوپاترا، اثر خوان لونا
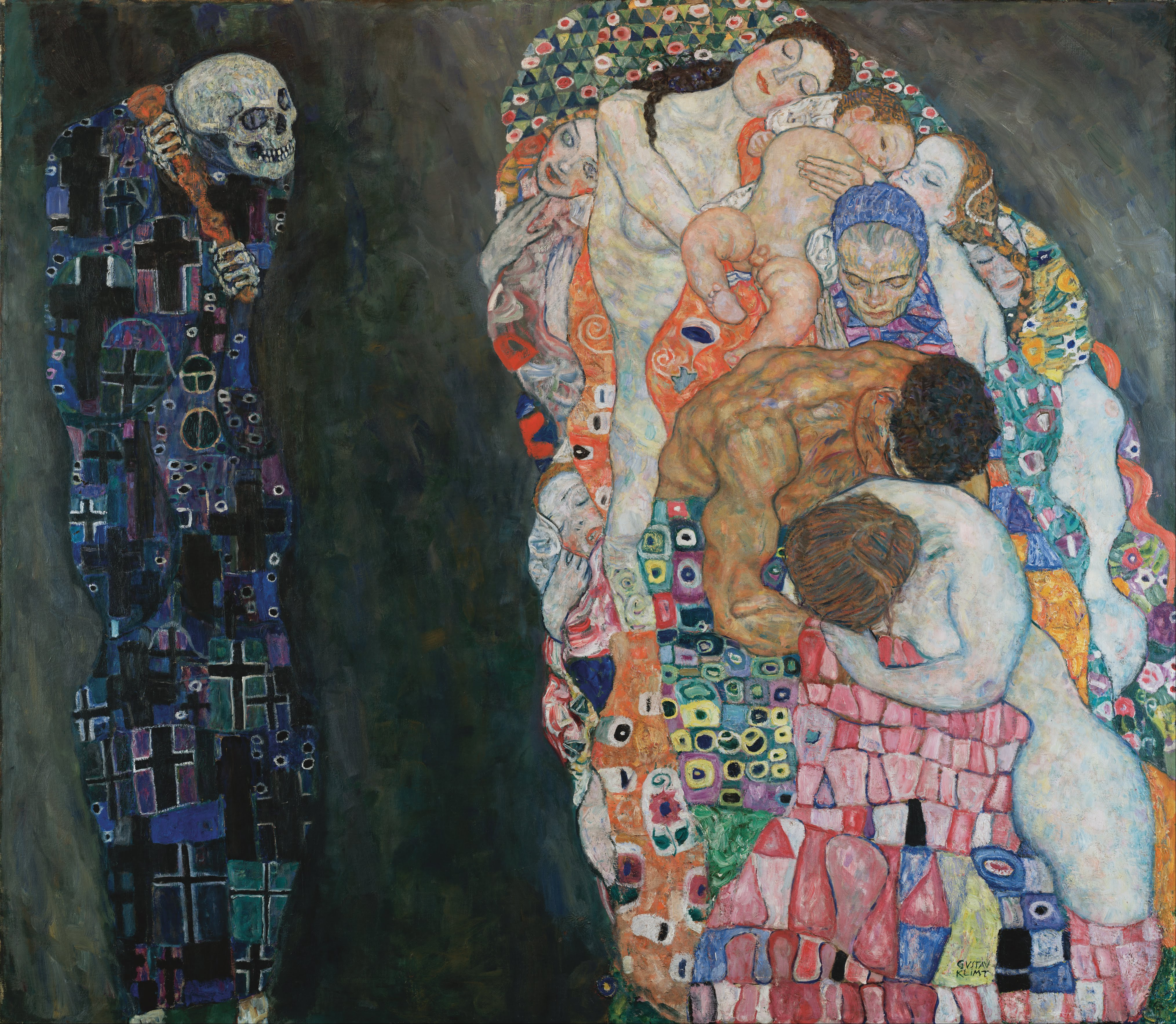
مرگ و زندگی اثر گوستاو کلیمت
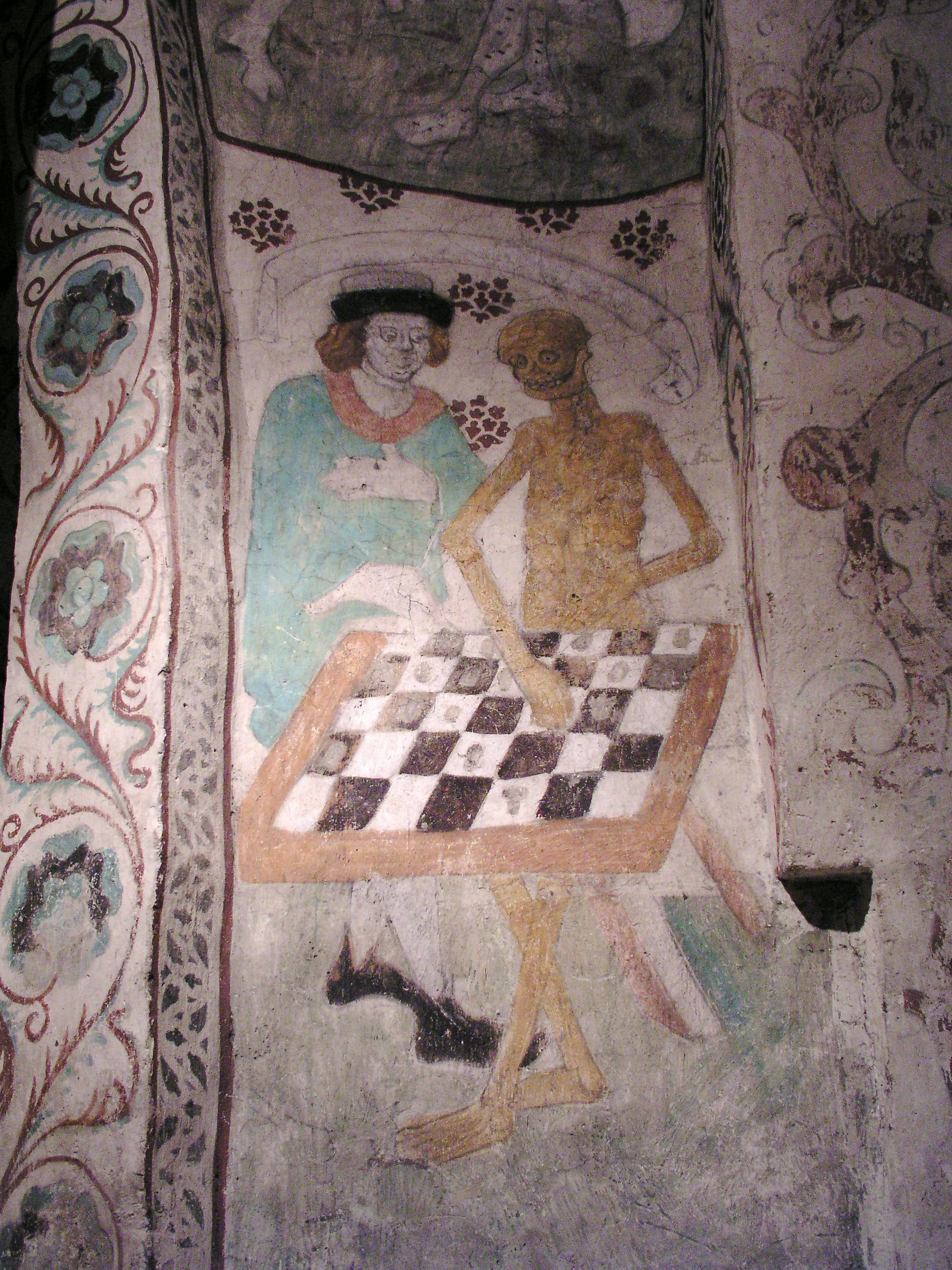
مرگ بازی شطرنج (نقاشی در کلیسایی از سوئد)
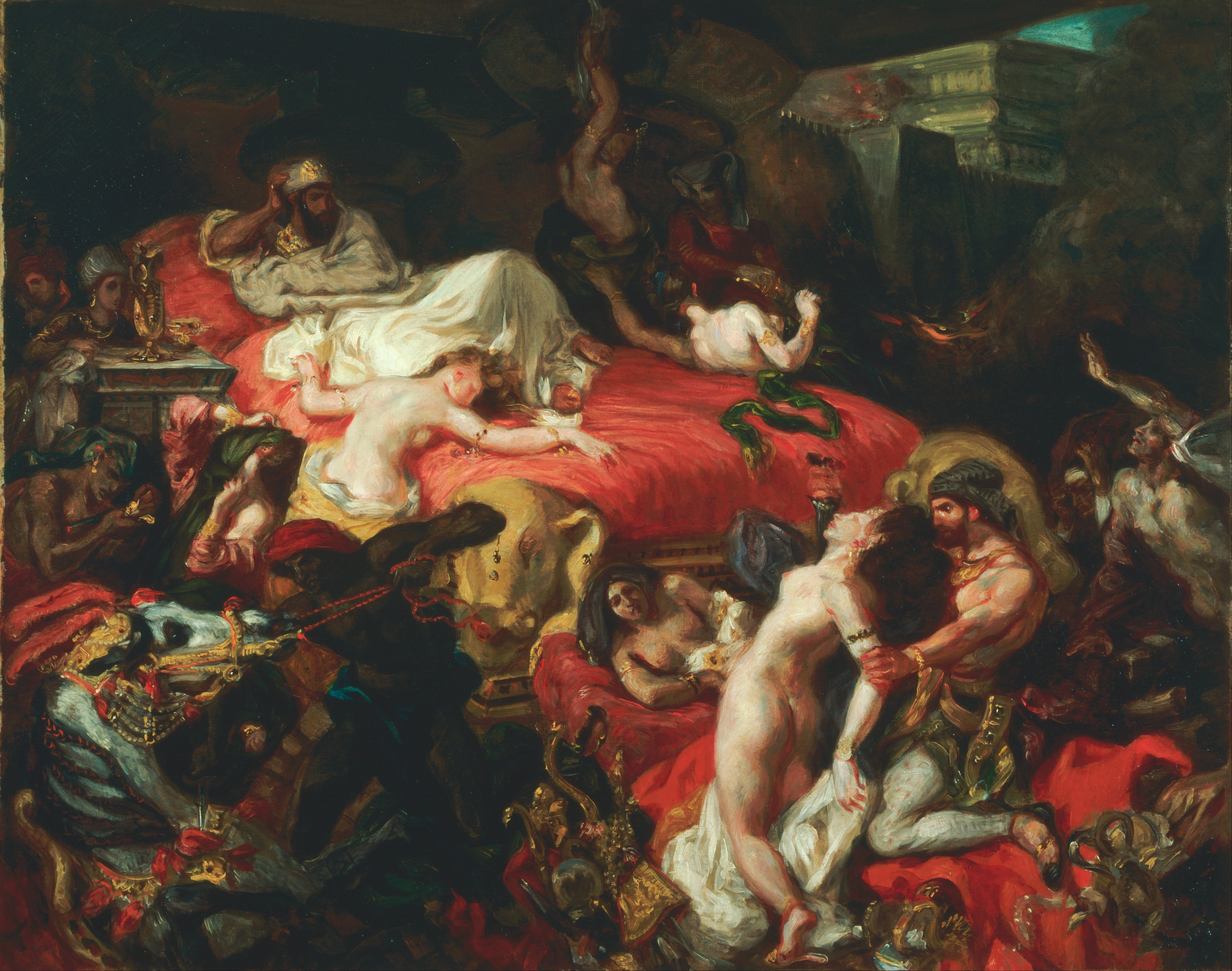
مرگ سارداناپالوس اثر اوژن دولاکروا
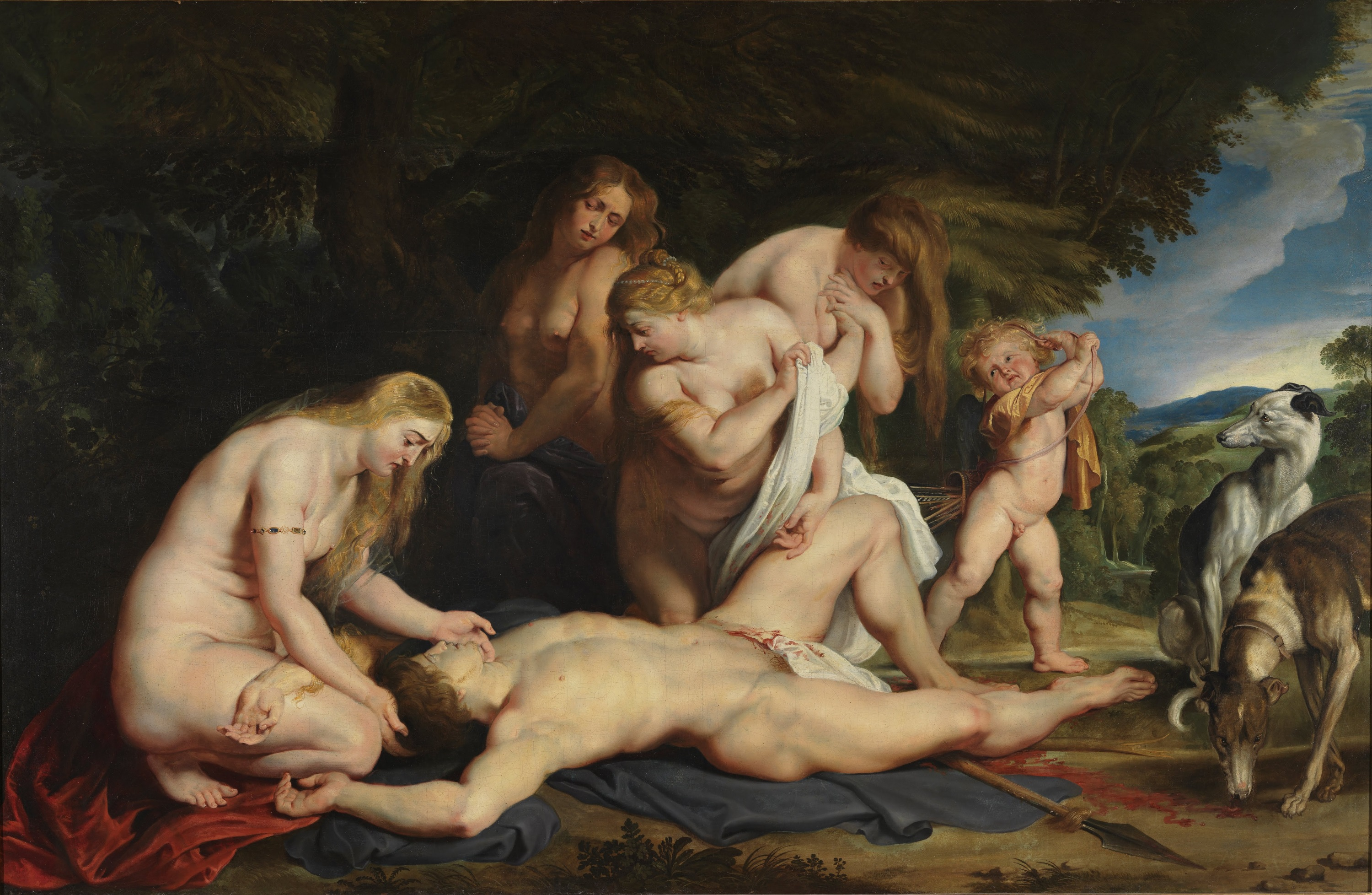
مرگ آدونیس اثر پل روبنس